# 269 Justitia
269 Justitia este un asteroid din centura principală, descoperit pe 21 septembrie 1887, de Johann Palisa.